# Ulfberht
Ulfberht est l'inscription damasquinée la plus fréquente du Haut Moyen Âge sur une série d'épées des années 800 - 1000, retrouvées principalement en europe du nord. "Ulfberht" est un prénom en vieux-francique, ce qui pourrait traduire l'origine de ces épées. Il est aujourd'hui connu que ce nom n'est pas celui du forgeron, mais plutôt d'un superviseur dans la production d'épée, et qui occupait une position dans le clergé ou la noblesse.   
Les épées dites Ulfberht, bien qu'utilisant des techniques de manufacture variées, sont souvent singularisées pour l'utilisation d'un creuset, dans un contexte historique ou la plupart des épées étaient encore produites via soudage bord a bord, aussi connu sous le nom de "Faux Damas". 
171 épées environ ont été retrouvées, mais quelques dizaines seulement ont été prouvées authentiques. Les plus anciennes épées datent de 850 environ. L'épée ici à droite est une contrefaçon datant des années 1000. Celles-ci sont facilement repérables du fait du placement des croix grecques ; en effet, sur une authentique, les croix sont placées de cette façon : +VLFBERH+T, contrairement aux copies, qui sont annotées +VLFBERHT+.

## Description
Ces épées, pour la plupart de type X selon la classification d'Oakeshott, se situe chronologiquement à l'époque charnière entre les épées du Haut Moyen Âge, aussi appelées épées vikings ou épées franques, et les épées du Moyen Âge Central, aussi appelées épées d'armes.
Elles comportent, au revers de la signature, des motifs géométriques plus ou moins complexes, qu'on retrouve également sur des épées sans signature.
Les épées retrouvées à ce jour montrent des techniques ainsi que des métaux variées : un exemplaire provenant d'une tombe du Xe siècle à Nemilany, en Moravie, présente une gouttière centrale en faux damas, avec des tranchants trempés soudés directement dessus. Un autre exemplaire semble avoir été fabriqué à partir d'un acier hypoeutectoïde de haute qualité, probablement importé d'Asie centrale via la route commerciale de la Volga. 

## Origine
Dans la culture populaire, ces épées sont souvent présentées comme utilisant des techniques extrêmement avancées pour l'époque, voire non reproduites avant plusieurs siècles. Or ces épées, bien qu'effectivement innovantes, s'inscrivent largement dans l'évolution historique connue. La popularisation des produits semi-finis de forge, tels que les lingots de fer forgé, permet l'import de métaux depuis l'Asie et le Moyen Orient, dont le précieux acier Wootz, un des premiers acier au creuset à forte teneur en carbone pour lequel on retrouve des traces de productions remontant à 300 av. J.-C.. De même, la progression de la maitrise des bas fourneaux et des méthodes de soudage et damasquinage, qui se répandent encore jusqu'au XIIe siècle, est cohérent avec le reste de l'Europe. 

Contrairement à ce que la disposition géographique des épées Ulfberht laisse penser, les épées Ulfberht ne sont pas d'origine viking ou scandinave, mais proviennent de la Rhénanie,. La prévalence de ces épées en Europe du nord s'explique par le rite païen qui consiste à placer les armes du défunt dans sa tombe, conduisant à une meilleure préservation de ces vestiges archéologiques qu'en Europe centrale, ou la plupart des découvertes sont accidentelles (par exemple, dans le lit d'une rivière). La christianisation progressive de l'Europe du nord, qui conduit à l'abandon des rites d'inhumation païens, explique partiellement pourquoi aucune épée Ulfberht datée d'après le XIe siècle n'est retrouvée.

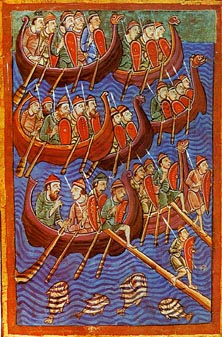
Représentation de Vikings datant du.

## Le nom

### Étymologie
Ulfberht représente sans doute un anthroponyme francique (ou saxon) adapté par les Scandinaves, et dont la forme originelle est *Wulfberht (> Wulfbert, Wolfbert). Ce nom de personne est caractéristique des noms de personnes germaniques à deux éléments (zweigliedrige Rufnamen en allemand).

Le premier est Wulf- « loup » (cf. vieil anglais et vieux saxon wulf, anglais wolf) ou sa variante Ulf-, identique au scandinave Ulf- issu du vieux norrois ulfr « loup », que l'on retrouve également dans les nombreux anthroponymes scandinaves commençant par Ulf- / Úlfr-. Le nom du loup dans les langues germaniques remonte au germanique commun *wulfaz « loup ».
 
En revanche le second élément -berht est typique des langues germaniques occidentales, forme contractée du vieux haut allemand beraht, du vieux saxon beraht et du vieux bas francique *beraht qui signifient « clair, brillant, lumineux ».  Il n'a pas été adapté sous la forme nordique bjartr ( björt) d'origine semblable et de signification proche, comme on l'observe par exemple en féroïen moderne dans le prénom Norðbjørt équivalent du germanique continental Nordbert > Norbert ou encore dans le prénom féminin islandais Hugbjört correspondant du germanique continental Hugiberht > Hubert.

Un usage aussi précoce de l'élément -berht (IXe - Xe siècle) par les peuples scandinaves n'est pas attesté, bien qu'on observe son adaptation sous la forme -bert dès le XIe siècle.

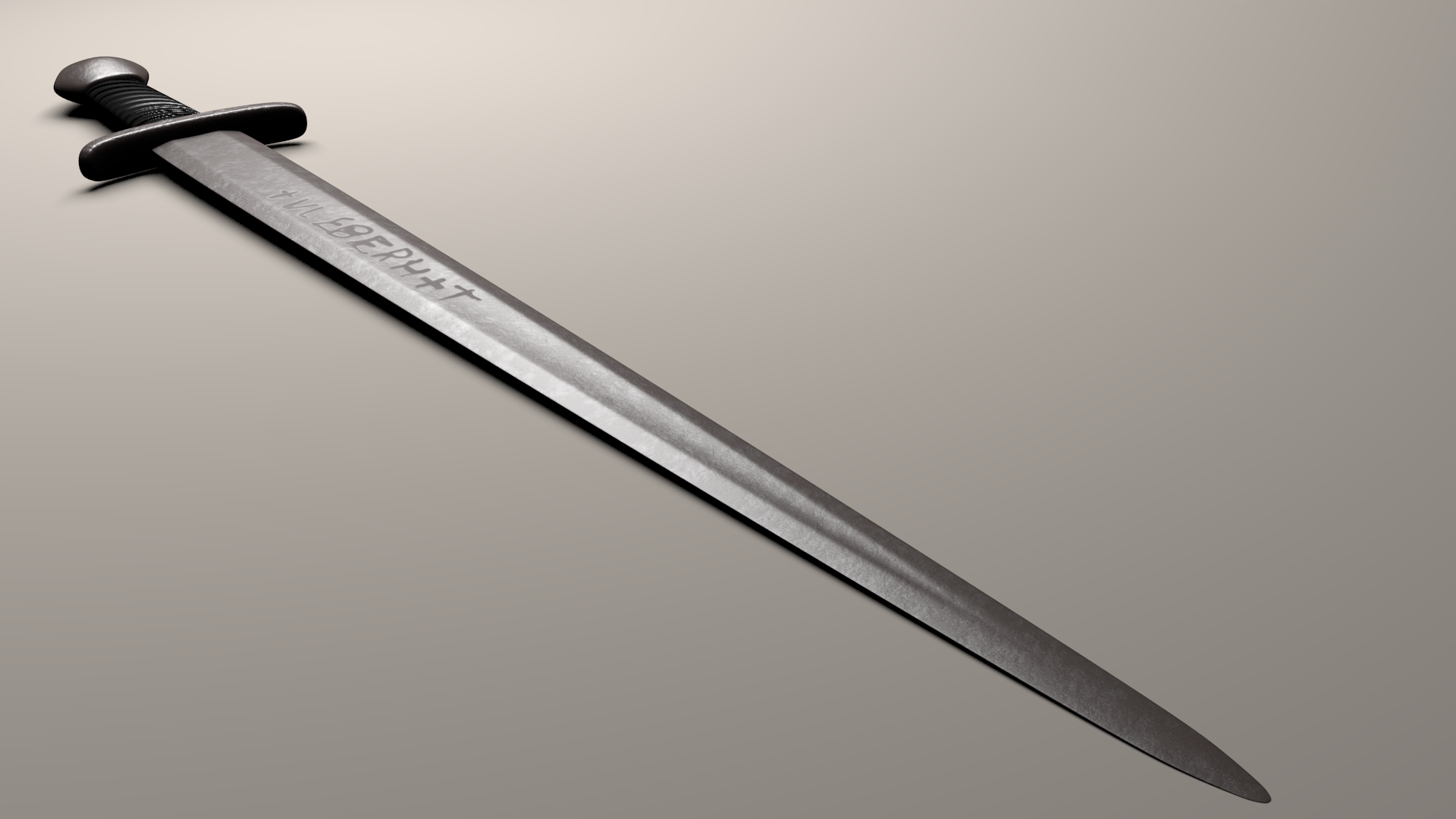
La copie de l'épée +ULFBERH+T.

## Classification
Les épées portant la marque de fabrique ULFBERHT sont des épées de type X selon la typologie établie par Ewart Oakeshott. Elles se caractérisent par une lame d'une longueur moyenne de 80 cm parcourue par une gorge large et peu profonde, une poignée d'une longueur moyenne d'environ 10 cm et une garde généralement de section carrée, mesurant entre 18 et 20 cm. 
À partir de ces informations, Richard Furrer, un forgeron américain contemporain, a fait une réplique d'une épée Ulfberht en 2012,. 

### Source
- (en) Cet article est partiellement ou en totalité issu de l’article de Wikipédia en anglais intitulé « Ulfberht » (voir la liste des auteurs).